# Uracanthus ventralis
Uracanthus ventralis är en skalbaggsart som beskrevs av Lea 1917. Uracanthus ventralis ingår i släktet Uracanthus och familjen långhorningar. Inga underarter finns listade i Catalogue of Life.